# Melanostoma incompletum
Melanostoma incompletum är en tvåvingeart som beskrevs av Becker 1908. Melanostoma incompletum ingår i släktet gräsblomflugor, och familjen blomflugor.
Artens utbredningsområde är Kanarieöarna. Inga underarter finns listade i Catalogue of Life.